# Simo Matavulj
Simo Matavulj (în sârbă: Симо Матавуљ, n. 12 septembrie 1852, Šibenik, Imperiul Austriac – d. 20 februarie 1908, Belgrad, Regatul Serbiei) a fost un scriitor sârb.
A scris povestiri și romane de observație caracteriologică și penetrație psihologică a straturilor sociale sârbo-dalmate.

## Scrieri
- 1888/1889: Iz Crne Gore i Primoria ("Din Muntenegru și de pe litoral"), povestiri;
- 1892: Bakonja Fra Brne ("Fra Brne bogătașul"), roman;
- 1897/1903: Bilješke jednog pisca ("Însemnările unui scriitor"), biografie.